# Cyrielle Convert
Pour les articles homonymes, voir Convert.
Cyrielle Convert, née le 5 décembre 1985, est une coureuse cycliste française. Spécialiste du BMX, elle est notamment vice-championne du monde en 2004.

## Palmarès en BMX

### Championnats du monde
- Paulinia 2002
  -  Médaillée d'argent du BMX juniors
- Perth 2003
  -  Médaillée de bronze du BMX juniors
- Valkenswaard 2004
  -  Médaillée d'argent du BMX
- Victoria 2007
  - 4e  du BMX

### Championnats d'Europe
- 2002
  -  Médaillée de bronze du BMX juniors
- 2003
  -  Championne d'Europe de BMX juniors
- 2007
  -  Championne d'Europe de BMX cruiser
- 2008
  -  Championne d'Europe de BMX cruiser

### Championnats de France
- 2007
  -  Championne de France de BMX cruiser